# Pinewood (Florida)
Pinewood è un Census-designated place degli Stati Uniti d'America situato nella parte settentrionale della Contea di Miami-Dade dello Stato della Florida.
Secondo le stime del 2010, la città ha una popolazione di 16.520 abitanti su una superficie di 4,90 km².